# Maurice Cann
Maurice Cann (Leicester, 23 marzo 1911 – 12 febbraio 1989) è stato un pilota motociclistico britannico.

## Carriera
Ha preso parte alla prima edizione del motomondiale, ha vinto negli anni un totale di 3 gran premi, sempre in occasione del Gran Premio motociclistico dell'Ulster, e nel 1950 si è laureato vicecampione del mondo nella classe 250 alle spalle di Dario Ambrosini.
Ha partecipato a varie edizioni del Tourist Trophy fin dal 1931, utilizzando Norton, Velocette, Excelsior e Guzzi, vincendo anche il Lightweight TT nel 1948. Per quanto riguarda le sue presenze al motomondiale in cui ha esordito nella prima edizione del 1949, ha sempre gareggiato solo nel Tourist Trophy oltre che nel GP dell'Ulster, restando sempre nella stessa classe e sempre fedele alla Moto Guzzi.

## Risultati nel motomondiale

### Classe 250
| 1949 | Classe | Moto       |  |  |    |    |   |  |  |  | Punti | Pos. |
| ---- | ------ | ---------- |  |  | -- | -- | - |  |  |  | ----- | ---- |
| 1949 | 250    | Moto Guzzi |  |  | NE | NE | 1 |  |  |  | 11    | 4º   |

| 1950 | Classe | Moto       |   |    |    |  |   |  |  |  | Punti | Pos. |
| ---- | ------ | ---------- | - | -- | -- |  | - |  |  |  | ----- | ---- |
| 1950 | 250    | Moto Guzzi | 2 | NE | NE |  | 1 |  |  |  | 14    | 2º   |

| 1951 | Classe | Moto       |    |  |  |    |    |  |   |  | Punti | Pos. |
| ---- | ------ | ---------- | -- |  |  | -- | -- |  | - |  | ----- | ---- |
| 1951 | 250    | Moto Guzzi | NE |  |  | NE | NE |  | 2 |  | 6     | 6º   |

| 1952 | Classe | Moto       |  |   |  |    |  |   |  |    | Punti | Pos. |
| ---- | ------ | ---------- |  | - |  | -- |  | - |  | -- | ----- | ---- |
| 1952 | 250    | Moto Guzzi |  | 5 |  | NE |  | 1 |  | NE | 10    | 4º   |

| Legenda | 1º posto        | 2º posto            | 3º posto            | A punti      | Senza punti        | Grassetto – Pole position Corsivo – Giro più veloce |
| Legenda | Gara non valida | Non qual./Non part. | Ritirato/Non class. | Squalificato | '-' Dato non disp. | Grassetto – Pole position Corsivo – Giro più veloce |

### Classe 500
| 1950 | Classe | Moto       |  |  |  |  |  |     | Punti | Pos. |
| ---- | ------ | ---------- |  |  |  |  |  | --- | ----- | ---- |
| 1950 | 500    | Moto Guzzi |  |  |  |  |  | Rit | 0     |      |

| Legenda | 1º posto        | 2º posto            | 3º posto            | A punti      | Senza punti        | Grassetto – Pole position Corsivo – Giro più veloce |
| Legenda | Gara non valida | Non qual./Non part. | Ritirato/Non class. | Squalificato | '-' Dato non disp. | Grassetto – Pole position Corsivo – Giro più veloce |